# 背叛国家罪
背叛国家罪，是《中华人民共和国刑法》规定的危害国家安全罪类的头号罪名，指勾结外国或者境外机构、组织、个人，危害中华人民共和国的主权、领土完整和安全的行为。即為叛國罪。列入《中华人民共和国刑法》第102条。

## 沿革
在1979年刑法典第91条中记载，当时罪名为“背叛祖国罪”。1997年《中华人民共和国刑法》修订，其102条将原刑法典91条的“祖国”改为“中华人民共和国”，该罪名也相应更为“背叛国家罪”。

## 内容
- 第1款：勾结外国，危害中华人民共和国的主权、领土完整和安全的，处无期徒刑或者10年以上有期徒刑[2]。
- 第2款：与境外机构、组织、个人相勾结，犯前款罪的，依照前款的规定处罚[2]。

## 关联规范
在《中华人民共和国刑法》（1980年1月1日）第113条中规定，“对国家和人民危害特别严重、情节特别恶劣的，可以判处死刑。犯本章（指危害国家安全罪，包括背叛国家罪）之罪，可以并处没收财产。”